# 김경룡
김경룡(1964년 3월 13일 ~ )는 대한민국의 연극배우이다.

## 생애
1986년 연극 《관객모독》으로 연극배우 첫 데뷔하였다.
연극배우 데뷔 초기에 같이 활약한 연기자는 박지일· 조영진 등이 있다.

## 출연작

### 드라마, 영화
| 날짜          | 종류   | 방송사 | 제목                                      | 역할                            | 비고        |
| ------------- | ------ | ------ | ----------------------------------------- | ------------------------------- | ----------- |
| 1996년        | 영화   | ●      | 진짜 사나이                               | 뱀새 역                         |             |
| 2001년        | 영화   | ●      | 고해                                      | 사기꾼 역                       |             |
| 2001년        | 영화   | ●      | 이것이 법이다                             | 노숙자-살인사건목격 역          |             |
| 2002년        | 영화   | ●      | 공공의 적                                 | 사채업자1 역                    |             |
| 2002년        | 영화   | ●      | 광복절 특사                               | 탁송 트럭기사 역                |             |
| 2002년        | 영화   | ●      | 폰                                        | 수위 역                         |             |
| 2003년        | 영화   | ●      | 조폭 마누라 2 : 돌아온 전설               | 채소가게 주인 역                |             |
| 2004년        | 영화   | ●      | 효자동 이발사                             | 고문 사내(김경용) 역            |             |
| 2004년        | 영화   | ●      | 어깨동무                                  | 김경용 형사 역                  |             |
| 2004년        | 영화   | ●      | 분신사바                                  | 박 주임 역                      |             |
| 2005년        | 영화   | ●      | 무영검                                    | 대장장이 역                     |             |
| 2005년        | 영화   | ●      | 신세기 구미호                             | 관장 역                         |             |
| 2005년        | 영화   | ●      | 여기는 어디냐                             | 마을 이장 역                    |             |
| 2004년        | 드라마 | KBS1   | 불멸의 이순신                             | 니탕개 역                       | 특별출연    |
| 2006년        | 드라마 | KBS2   | KBS 드라마시티 - 1110호 작가, 301호 배우  | 비디오황씨 역                   |             |
| 2006년~2007년 | 시트콤 | MBC    | 거침없이 하이킥!                          | 강철봉 역                       |             |
| 2007년        | 영화   | ●      | 해부학교실                                | 화물트럭 기사 역                |             |
| 2007년        | 드라마 | KBS2   | 한성별곡-正                               | 한두희 역                       |             |
| 2007년        | 드라마 | KBS2   | GOD                                       | 문영감 역                       |             |
| 2008년        | 드라마 | KBS2   | 전설의 고향 (구미호)                      | 효문 아범 역                    |             |
| 2008년        | 드라마 | KBS2   | 바람의 나라                               | 귀족 역                         | 카메오 출연 |
| 2009년        | 영화   | ●      | 슬픔보다 더 슬픈 이야기                   | 최 피디 역                      |             |
| 2009년        | 영화   | ●      | 말보로 전쟁                               | 삼봉 역                         |             |
| 2009년        | 드라마 | KBS2   | 전설의 고향 (계집종)                      | 행랑아범 역                     |             |
| 2009년        | 드라마 | KBS2   | 천추태후                                  | 문인위 역                       |             |
| 2009년        | 시트콤 | MBC    | 지붕뚫고 하이킥                           | 갈비집 주인 역                  | 카메오 출연 |
| 2010년        | 영화   | ●      | 살인의 강                                 | 지서장 역                       |             |
| 2010년        | 드라마 | SBS    | 자이언트                                  | 형사 역                         | 특별출연    |
| 2010년        | 드라마 | KBS1   | 자유인 이회영                             | 담엽 역                         |             |
| 2010년        | 드라마 | KBS2   | 추노                                      | 강아지 역                       | 카메오 출연 |
| 2010년        | 드라마 | MBC    | 동이                                      | 설희의 하인 역                  | 카메오 출연 |
| 2011년        | 드라마 | KBS1   | 바라바라 꿍                               | 종대부 역                       |             |
| 2011년        | 드라마 | KBS1   | 광개토태왕                                | 구르친 역                       |             |
| 2011년        | 드라마 | MBC    | 마이 프린세스                             | 서림대학교 총장 역              |             |
| 2011년        | 드라마 | KBS2   | 강력반                                    | 민 사장 역                      |             |
| 2011년        | 드라마 | SBS    | 시티헌터                                  | 동물병원에서 행패부리는 남자 역 |             |
| 2011년        | 영화   | ●      | 글러브                                    | 군산상고 응원단 역              | 단역        |
| 2011년        | 시트콤 | MBC    | 하이킥 짧은 다리의 역습                   | 김정일 역                       | 카메오 출연 |
| 2011년        | 드라마 | OCN    | 특수사건 전담반 TEN                       | 내사과장 역                     |             |
| 2012년        | 드라마 | KBS2   | 넝쿨째 굴러온 당신                        | 부동산 중개사 겸 부동산 사장 역 |             |
| 2012년        | 드라마 | KBS2   | 보통의 연애                               | 신부 역                         |             |
| 2012년        | 영화   | ●      | 하울링                                    | 퇴직 경찰 역                    | 단역        |
| 2012년        | 영화   | ●      | 간기남                                    | 양평반장 역                     | 조연        |
| 2012년        | 영화   | ●      | 90분                                      | 차 회장 역                      | 조연        |
| 2012년        | 영화   | ●      | 범죄소년                                  | 옥현 부 역                      | 단역        |
| 2012년        | 드라마 | MBC    | 무신                                      | 몽케 칸 역                      |             |
| 2012년        | 드라마 | KBS2   | KBS 드라마 스페셜 - 걱정마세요 귀신입니다 | 퀵 배달 사장                    |             |
| 2012년        | 드라마 | KBS1   | 대왕의 꿈                                 | 난승 역                         |             |
| 2013년        | 영화   | ●      | 히어로                                    | 조정위원 역                     |             |
| 2013년        | 드라마 | MBC    | 백년의 유산                               | 형사 역                         | 특별출연    |
| 2013년        | 드라마 | KBS2   | 은희                                      | 홍일봉 역                       |             |
| 2014년        | 드라마 | SBS    | 엔젤 아이즈                               | 뺑소니 사고 목격자 역           |             |
| 2014년        | 드라마 | KBS2   | 조선 총잡이                               | 형조판서                        |             |
| 2014년        | 드라마 | SBS    | 끝없는 사랑                               | 검찰총장 역                     |             |
| 2014년        | 영화   | ●      | 좀비스쿨                                  | 교장 역                         |             |
| 2014년        | 영화   | ●      | 위층 여자                                 | 신할머니 역                     |             |
| 2014년        | 드라마 | tvN    | 미생                                      | 이진태 역                       |             |
| 2015년        | 드라마 | SBS    | 내마음 반짝반짝                           | 박 이사 역                      |             |
| 2015년        | 영화   | ●      | 따라지: 비열한 거리                       | 장 부장 역                      |             |
| 2015년        | 영화   | ●      | 권법형사: 차이나타운                      | 고수도 역                       | 특별출연    |
| 2015년        | 드라마 | KBS1   | 징비록                                    | 덕천가강(도쿠가와 이에야스) 역  |             |
| 2015년        | 드라마 | SBS    | 미세스 캅                                 |                                 |             |
| 2015년        | 드라마 | SBS    | 용팔이                                    |                                 |             |
| 2015년        | 드라마 | OCN    | 귀신 보는 형사 처용 2                     | 보육원장 역                     |             |
| 2016년        | 드라마 | SBS    | 리멤버 - 아들의 전쟁                      |                                 |             |
| 2016년        | 드라마 | KBS2   | 아이가 다섯                               |                                 |             |
| 2016년        | 드라마 | KBS2   | 베이비시터                                |                                 |             |
| 2016년        | 드라마 | SBS    | 돌아와요 아저씨                           | 장 회장 역                      |             |
| 2016년        | 드라마 | KBS2   | 퍼펙트 센스                               | 안과의사 역                     | 우정출연    |
| 2016년        | 드라마 | SBS    | 딴따라                                    | 이지영의 아버지 역              |             |
| 2016년        | 드라마 | MBC    | 옥중화                                    | 오달중 역                       |             |
| 2016년        | 영화   | ●      | 봉이 김선달                               | 보석상 역                       |             |
| 2016년        | 드라마 | SBS    | 우리 갑순이                               |                                 |             |
| 2016년        | 드라마 | tvN    | THE K2                                    | 이경진 역                       |             |
| 2017년        | 영화   | ●      | 소시민                                    | 장로 역                         |             |
| 2017년        | 영화   | ●      | 참외향기                                  | 딸목아버지 역                   |             |
| 2017년        | 드라마 | MBC    | 역적 : 백성을 훔친 도적                   | 업산아비 역                     |             |
| 2017년        | 드라마 | tvN    | 비밀의 숲                                 |                                 |             |
| 2017년        | 드라마 | KBS2   | 꽃 피어라 달순아!                         |                                 |             |
| 2017년        | 드라마 | tvN    | 크리미널 마인드                           | 이유진 부 역                    |             |
| 2017년        | 드라마 | MBC    | 병원선                                    | 태욱의 아버지 역                |             |
| 2018년        | 영화   | ●      | 게이트                                    | 별장경찰 역                     | 우정출연    |
| 2018년        | 영화   | ●      | 신 전래동화                               | 김중배 회장 역                  | 특별출연    |
| 2018년        | 영화   | ●      | 참외향기                                  | 딸목아버지 역                   |             |
| 2018년        | 영화   | ●      | 미친도시                                  | 명자 아버지 역                  |             |
| 2018년        | 드라마 | KBS1   | 비켜라 운명아                             | 주유소 사장 강종태 역           |             |
| 2019년        | 드라마 | tvN    | 진심이 닿다                               |                                 |             |
| 2019년        | 드라마 | KBS2   | 동네변호사 조들호 2: 죄와 벌              |                                 |             |
| 2019년        | 드라마 | SBS    | 초면에 사랑합니다                         | 이 이사                         |             |
| 2019년        | 영화   | ●      | 귀신의 향기                               | 저승사자                        |             |
| 2019년        | 영화   | ●      | 엑시트                                    | 택시기사                        |             |
| 2019년        | 영화   | ●      | 아직 사랑하고 있습니까?                   | 김 행장 역                      |             |
| 2020년        | 영화   | ●      | 개 같은 것들                              | 미용실 원장 역                  |             |
| 2020년        | 영화   | ●      | 새출발                                    | 박 사장 역                      |             |
| 2021년        | 영화   | ●      | 구원                                      | 주현배 역                       |             |
| 2022년        | 영화   | ●      | 감동주의보                                | 유춘석 역                       |             |
| 2023년        | 드라마 | 채널A  | 가면의 여왕                               | 김만복 역                       | 16부작      |

### 연극
- 《관객모독》
- 《로미오와 줄리엣》
- 《햄릿》
- 《계단을 내려가는 화가》
- 《바쁘다 바뻐》
- 《이것들이 레닌을》
- 《나비의 꿈》
- 《오구-죽음의 형식》
- 《찬스》
- 《루나틱》
- 《뉴 보잉보잉》
- 《가라테 빌리 돌아오다》
- 《밥》

### 뮤지컬
- 《라이온 킹》
- 《아가씨와 건달들》
- 《레미제라블》
- 《지져스 크라이스트 슈퍼스타》
- 《코러스라인》